# ویندی هیل (کنتاکی)
ویندی هیل (به انگلیسی: Windy Hills) شهری در ایالت کنتاکی کشور ایالات متحده آمریکا است که جمعیت آن در سرشماری سال ۲۰۱۰ میلادی، ۲٬۳۸۵ نفر بوده‌است.